# Neoromicia tenuipinnis
Neoromicia tenuipinnis é uma espécie de morcego da família Vespertilionidae. Pode ser encontrada na África Ocidental, Central e em partes da Oriental.